# دير سيدة بزمار

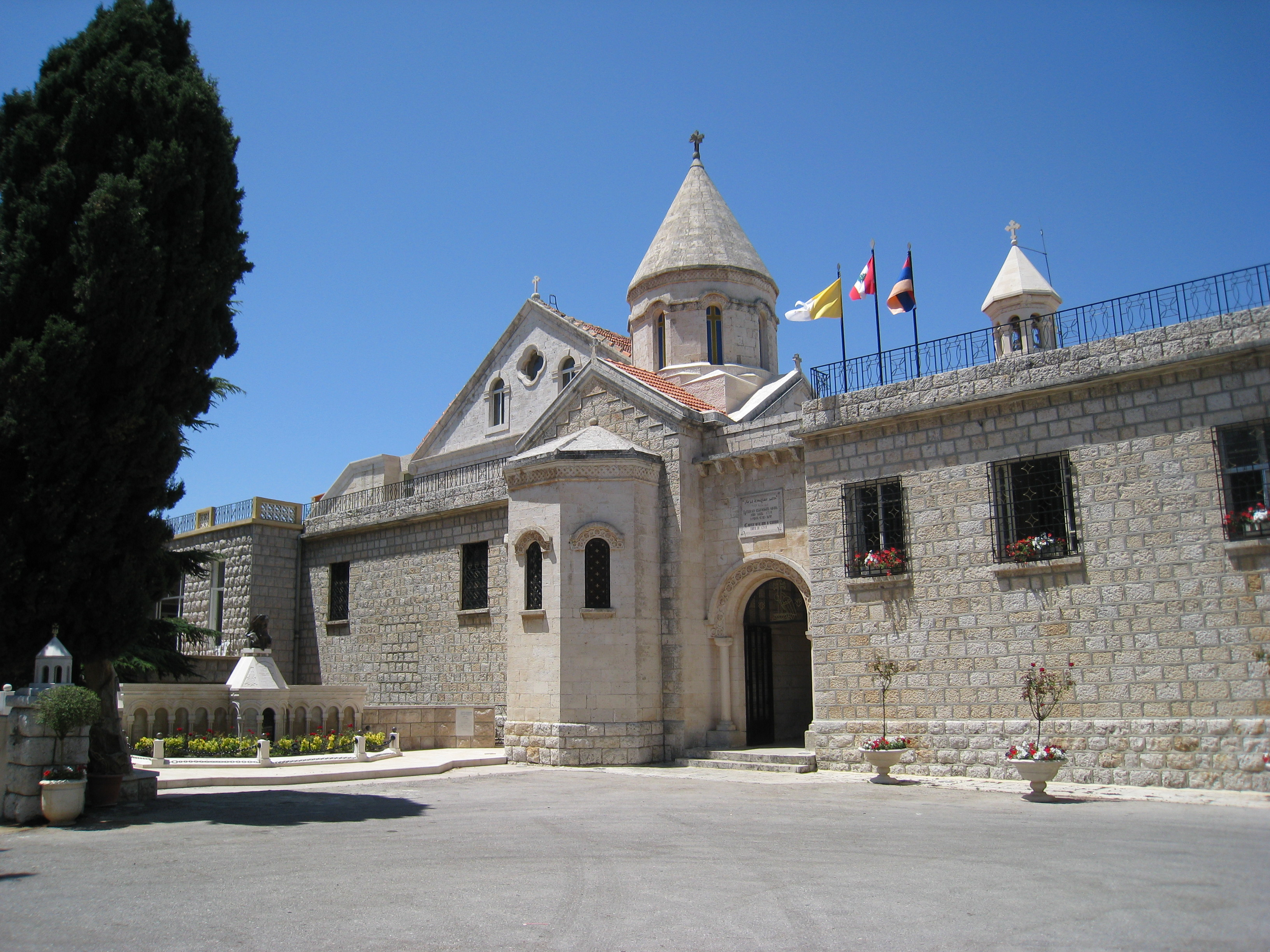
مقر الكنيسة الأرمنية الكاثوليكية في بزمار، لبنان.

دير سيدة بزمار هو مزار للسيدة العذراء في قرية بزمار في لبنان. يعتبر الدير مقر البطريركية الأرمنية الكاثوليكية التي تأسست عبر البطريرك ابراهام بطرس الأول أردزيفيان.
تقع بزمار شمال شرق بيروت، بإرتفاع يترواح بين 920 و950 مترًا فوق البحر الأبيض المتوسط، وهي جزء من قضاء كسروان.